# Gorłówko
Gorłówko (niem. Gorlowken, 1938–1945 Gorlau) – wieś w Polsce położona w województwie warmińsko-mazurskim, w powiecie ełckim, w gminie Stare Juchy.
W latach 1954–1957 wieś należała i była siedzibą władz gromady Gorłówko, po jej zniesieniu w gromadzie Stare Juchy. W latach 1975–1998 miejscowość administracyjnie należała do województwa suwalskiego.